# Решовка
Решовка (словац. Rešovka) — річка; ліва притока Грабовця, протікає в окрузі Бардіїв.
Довжина приблизно 7,6-9,8 км. Витік знаходиться в масиві Ондавська височина — на висоті приблизно 515-520 метрів.
Протікає територією сіл Ряшів; Кобили; Трочани і Яновце.. Впадає у Грабовець на висоті приблизно 320-325 метрів.